# My Sims Agents
My Sims Agents es un juego desarrollado por EA Redwood Shores y publicado por Electronic Arts para la Wii y la Nintendo DS el 29 de septiembre de 2009.  El juego trata de un jugador que tiene que resolver misterios y tratar de intentar descubrir el malvado plan de Morcubus. El jugador, gracias a sus colegas, deberá tratar de resolver misterios de toda clase. El jugador puede decorar salas, ponerles objetos de toda clase e hacer su propia oficina.

## Modo de juego
El jugador puede ser mujer o hombre y recibir cualquier nombre deseado, pero no puede ser cambiado. Al comenzar el juego, el jugador empieza en el restaurante de Gino, en un sitio que parece ser una ciudad. Arriba a la derecha se encuentra un libro rojo (junto a las herramientas), y a la izquierda se encuentra el celular donde se recibe las llamadas de como va el trabajo de los reclutas. Para reclutar reclutas se debe ir a la oficina central. Para ir a la oficina central debes montarte en el tren, se debe haber pasado ciertos niveles e misterios.
El menú del juego es simple, se puede observar una pantalla azul con un personaje que dice "Nueva partida" y otro personaje que dice "Cargar partida".
My Sims Agents es uno de los juegos más célebres de la saga MySims, también se encuentran estos juegos en tal catálogo:
- MySims
- MySims Racing
- MySims Party
- MySims Kingdom